# Carmo de Minas
Carmo de Minas là một đô thị thuộc bang Minas Gerais, Brasil. Đô thị này có diện tích 323,321 km², dân số năm 2007 là 13657 người, mật độ 41,7 người/km².